# Chaemwaset (Wesir)
Chaemwaset  war ein altägyptischer Wesir der 20. Dynastie, der unter den Königen (Pharaonen) Ramses IX.  und Ramses X. amtierte. Bei dem Wesir handelte es sich um das höchste Staatsamt im Alten Ägypten nach dem König. Im Neuen Reich war dieses Amt oft geteilt. Es gab einen Amtsinhaber in Unterägypten und einen weiteren in Oberägypten.
Chaemwaset ist von verschiedenen Urkunden aus Deir el-Medina bekannt und wird auf einem Papyrus als Wesir des Landes bezeichnet. Er hatte das Amt also für ganz Ägypten inne. Der Text datiert in das 16. Jahr von Ramses IX. Chaemwaset ist auch noch im 3. Jahr von Ramses X. bezeugt. Chaemwaset war der leitende Beamte in Grabräuberprozessen am Ende der 20. Dynastie.